# Skomielna Biała
Skomielna Biała est une localité polonaise de la gmina de Lubień, située dans le powiat de Myślenice en voïvodie de Petite-Pologne.